# Berényi Gizella-Erzsébet
Berényi Gizella-Erzsébet írói álneve Bányai Géza (Nagybánya, 1899. augusztus 31. – Nagybánya, 1968. május 23.) katolikus egyházközösségi nővér, hitoktató, helytörténetíró.

## Életútja
Középiskoláit szülővárosában végezte, hitoktatói kiképzés után katolikus egyházközösségi nővér Temes megyében (1938-55). A lugosi Magyar Kisebbség számára elkészítette Bányai Géza álnéven Medves és Janova monográfiáját. A két falutanulmány a Délerdélyi és Bánsági Tudományos Füzetek 4. és 10. számaként önállóan is megjelent.